# Kölnen
Kölnen är en sjö i Alvesta kommun i Småland och ingår i Helge ås huvudavrinningsområde. Sjön har en area på 1,45 kvadratkilometer och ligger 167 meter över havet.

## Delavrinningsområde
Kölnen ingår i det delavrinningsområde (629770-141217) som SMHI kallar för Utloppet av Kölnen. Medelhöjden är 183 meter över havet och ytan är 26,8 kvadratkilometer. Det finns inga avrinningsområden uppströms utan avrinningsområdet är högsta punkten. Vattendraget som avvattnar avrinningsområdet har biflödesordning 3, vilket innebär att vattnet flödar genom totalt 3 vattendrag innan det når havet efter 168 kilometer. Avrinningsområdet består mestadels av skog (73 procent). Avrinningsområdet har 1,56 kvadratkilometer vattenytor vilket ger det en sjöprocent på 5,8 procent.